# Hårborste

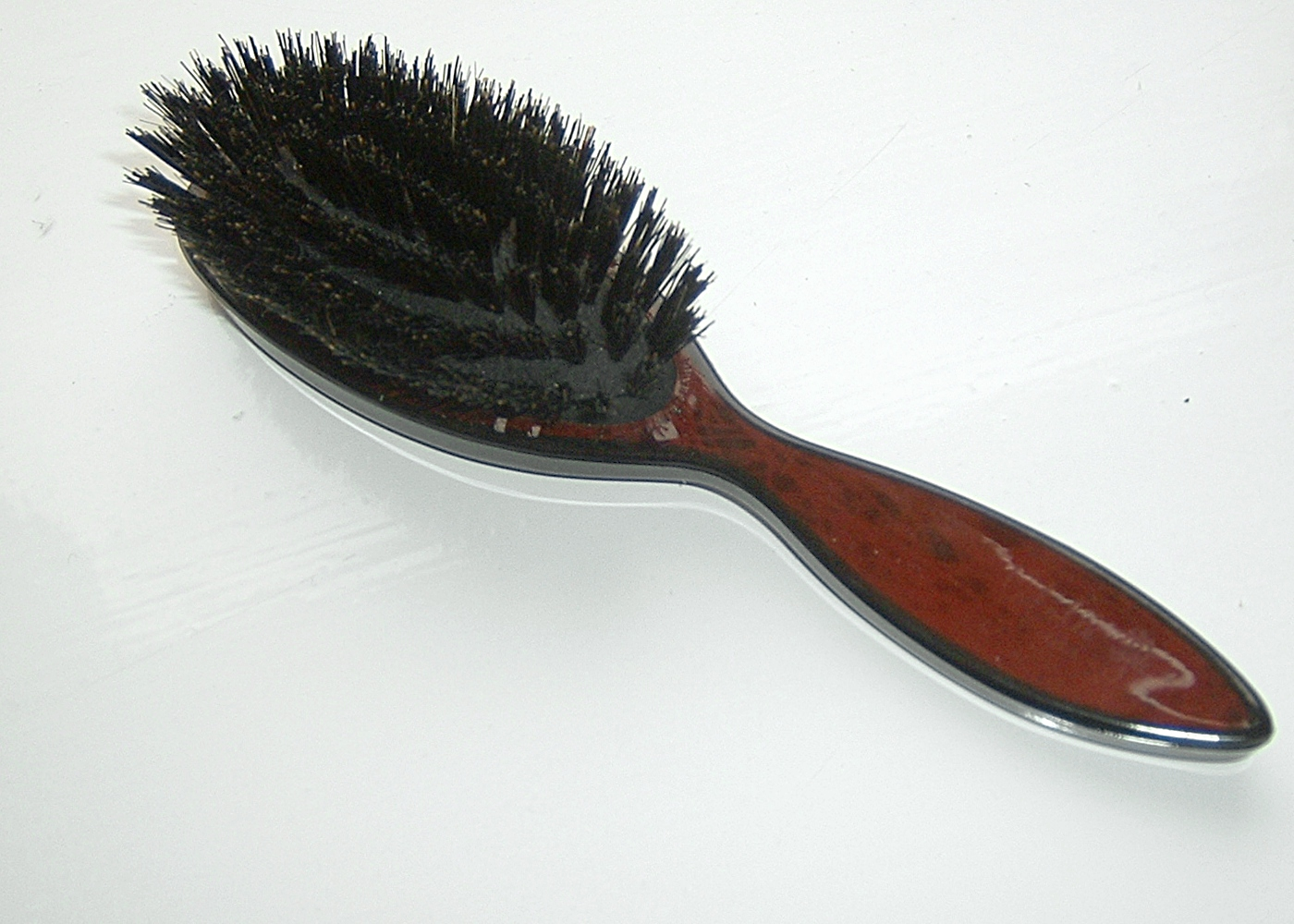
En hårborste.

Hårborste är en borste tillverkad för att underlätta hårvård. Genom att föra borsten genom håret, delas de individuella hårstråna och eventuellt skräp förs bort.